# روبرت ويرينغ ستودارد
روبرت ويرينغ ستودارد (بالإنجليزية: Robert Waring Stoddard)‏ هو شخصية أعمال أمريكي، ولد في 1906 في ترنتون في الولايات المتحدة، وتوفي في 1984 في ورسستر في الولايات المتحدة.